# Rode wolf
De rode wolf (Canis rufus) is een roofdier uit de familie van de hondachtigen.

## Kenmerken
De vacht is geel- tot kaneelbruin met een inslag van grijs en zwart. De rug is donkerder. De lichaamslengte bedraagt 100 tot 120 cm, de staartlengte 25 tot 35 cm en het gewicht 18 tot 41 kg.

## Leefwijze
Het voedsel van deze dieren bestaat uit konijnen, beverratten en wasberen. Ze vormen groepen die in hun sociale structuur doen denken aan een meute wolven.

## Bescherming
Deze soort kwam oorspronkelijk voor in het gehele oostelijke deel van de Verenigde Staten, maar is daar dusdanig door de mens in het nauw gebracht dat hij sinds 1970 in het wild uitgestorven is. Er zijn fokprogramma's om de soort weer op de been de helpen, onder andere in de dierentuin van Noord-Carolina. Men heeft de dieren opnieuw uitgezet, zowel in het bergachtige westen van de staat (Great Smoky Mountains National Park) als in het moerassige oosten (Alligator River National Wildlife Refuge). 

## Beschrijving
De taxonomische status van de rode wolf is zeer onduidelijk. Volgens sommigen is de rode wolf een hybride van de coyote en de wolf. Alle exemplaren van de rode wolf die tot nu toe genetisch zijn bestudeerd hadden ofwel het mitochondriaal DNA van een coyote, ofwel van een wolf. Volgens een andere genetische studie naar het mitochondriaal DNA is de variatie in het wolven-DNA echter zo groot dat niet alleen de rode wolf, maar ook een Canadese ondersoort van de wolf, Canis lupus lycaon, een aparte soort is. Een morfometrische studie ondersteunde die positie echter niet. Een analyse van de variatie in de morfologie van de tanden toonde aan dat er een populatie bestaat met een tandmorfologie die het midden houdt tussen die van de wolf en van de coyote, die als een aparte soort kan worden beschouwd. Dat is de rode wolf. Een gezaghebbend naslagwerk over zoogdiertaxonomie heeft de kwestie voorlopig opgelost door de rode wolf als een ondersoort van de wolf te zien, een procedure die normaal niet wordt gevolgd door kruisingen.